# Щъркелови
Щъркелови (Ciconiidae) са семейство големи, дългокраки птици, единствени в разред Щъркелоподобни (Ciconiiformes). Имат сравнително дълга шия, дълъг и здрав клюн и обитават основно блатисти местности. Представителите се срещат в много региони на света и обикновено живеят в по-сухи местообитания от тези на чаплите, лопатарките и ибисите. Щъркеловите обикновено са неми и като средство за комуникация използват тракане на клюна. Много видове са мигриращи. Обикновено се хранят с жаби, риби, насекоми, земни червеи, малки птици и дребни бозайници. Днес представителите на семейството наброяват 19 съвременни вида обединени в шест рода.
Поради едрото си тяло щъркеловите птици са се пригодили да се реят при полет като използват топлите въздушни течения. Създават големи гнезда, които използват в продължение на много години. Някои гнезда достигат гигантските размери от 2 метра диаметър и 3 метра височина. Обикновено са моногамни птици, но това е вярно само отчасти. Птиците могат да се сменят партньорите си след като мигрират, а така също могат да мигрират и без половинката си.

## Класификация
Семейство Щъркелови
- Род Жълтоклюни щъркели (на латински: Mycteria)
  - Млечен жълтоклюн щъркел (на латински: Mycteria cinerea)
  - Жълтоклюн щъркел (на латински: Mycteria ibis)
  - Индийски щъркел (на латински: Mycteria leucocephala)
  - Американски щъркел (на латински: Mycteria americana)
- Род Цепкоклюни щъркели (на латински: Anastomus)
  - Азиатски цепкоклюн щъркел (на латински: Anastomus oscitans)
  - Африкански цепкоклюн щъркел (на латински: Anastomus lamelligerus)
- Род Щъркели (на латински: Ciconia)
  - Абдимов щъркел (на латински: Ciconia abdimii)
  - на латински: Ciconia episcopus
  - Щъркел на Сторм (на латински: Ciconia stormi)
  - на латински: Ciconia maguari
  - Черноклюн щъркел (на латински: Ciconia boyciana)
  - Бял щъркел (на латински: Ciconia ciconia)
  - Черен щъркел (на латински: Ciconia nigra)
- Род на латински: Ephippiorhynchus
  - на латински: Ephippiorhynchus asiaticus
  - Седлоклюн щъркел (на латински: Ephippiorhynchus senegalensis)
- Род на латински: Jabiru
  - Ябиру (на латински: Jabiru mycteria)
- Род на латински: Leptoptilos
  - Плешив щъркел (на латински: Leptoptilos javanicus)
  - Голям индийски щъркел (на латински: Leptoptilos dubius)
  - Марабу (на латински: Leptoptilos crumeniferus)